# Boytronic

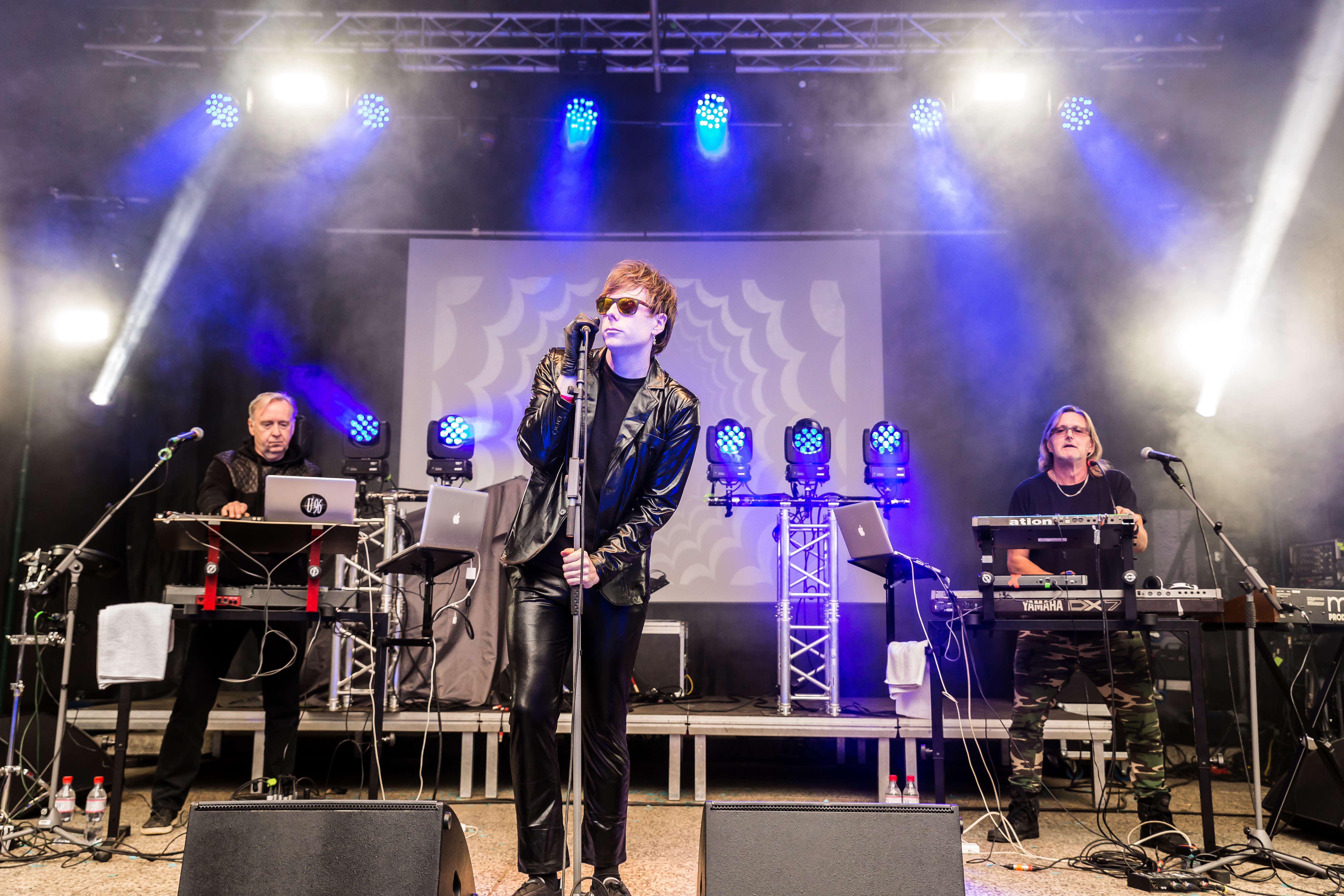
Die deutsche Synthpop-Band Boytronic auf dem Nocturnal Culture Night 2017 in Deutzen/Deutschland

Boytronic ist eine deutsche Synthie-Pop-Band, deren größter Hit, die Debütsingle You, 1983 Platz zehn der deutschen Singlecharts erreichte.

## Geschichte
Die Band wurde 1983 von Holger Wobker und Peter Sawatzki in Hamburg gegründet. Ähnlich wie Camouflage oder ihre Vorbilder Depeche Mode in den Anfangsjahren ist auch Boytronic eine Band, die sich ganz dem elektronischen Synthie-Pop verschrieben hat. Sie waren kommerziell erfolgreich mit ihrem Album The Working Model und der Single You aus dem Jahr 1983.
1985 erschien das zweite Album The Continental. Besonders bemerkenswert war die Zusammenarbeit mit dem damals sehr angesagten Produzenten Bobby Orlando (welcher vorrangig für seine Hi-NRG-Produktionen mit Divine bekannt ist). Aus der Zusammenarbeit ging Man in a Uniform hervor, das als zweite Single ausgekoppelt wurde. Danach widmet sich die Band dem dritten Album. In der Zwischenzeit wurde der Song Late Night Satellite veröffentlicht, der kein großer Charterfolg wurde, aber eine gute Quote im Radio erzielte. Als erste Single des neuen Albums wurde der Song Hurts ausgekoppelt. Es kam zu Streitereien mit der damaligen Plattenfirma, Metronome Records, die auch Streitigkeiten innerhalb der Band nach sich zogen. Holger Wobker verließ Boytronic und die Namensrechte blieben bei der Plattenfirma. Die geplante dritte LP wurde nicht mehr veröffentlicht.
1988 erschienen unter dem Bandnamen Boytronic das Album Love for Sale. Ausgekoppelt wurden die Singles Don’t Let Me Down, Love for Sale, Tears und I Will Survive (Coverversion des Gloria-Gaynor-Liedes). Bei all diesen Veröffentlichungen handelt es sich jedoch nicht um die Band in Originalbesetzung, sondern um ein von der Plattenfirma künstlich generiertes Projekt mit anderen Musikern. Man machte sich den Bekanntheitsgrad des Namens Boytronic zu Nutzen, um somit bestehende Fans der Band zu Plattenkäufen zu animieren. Es gab in dieser Besetzung auch einen Auftritt mit der Band Camouflage in der Jugendsendung Elf 99 des DDR-Fernsehens, bei dem der Titel Never Ever zu hören war. Das Projekt Boytronic veröffentlichte 1992 eine weitere LP mit dem Titel The Heart and the Machine, die kommerziell wenig erfolgreich war.
Holger Wobker verschwand in den 1990er Jahren komplett aus der Musikszene. Er ging für einige Jahre in ein Kloster nach Asien, um dort zu sich selbst zu finden. Ende des Jahrzehnts wandte sich Wobker wieder der Musik zu. Er traf sich mit seinem alten Bandkollegen Peter Sawatzki, um die Arbeit an einem neuen Boytronic-Album, diesmal wieder in der Originalbesetzung, aufzunehmen. Sawatzki erkrankte an Krebs, er beging 1998 Selbstmord. Dieser Schicksalsschlag traf Holger Wobker sehr, und somit lagen alle Pläne erneut auf Eis.
Anfang 2000 dachte sich Hayo Lewerentz (alias Hayo Panarinfo), der damals einer der Köpfe des zweiten Bandprojektes war, dass es an der Zeit wäre, Boytronic aus der Versenkung zu holen. Lewerentz, der mittlerweile ein eigenes Plattenlabel gegründet hatte (Major Records) und dies sehr erfolgreich auf dem Markt etablieren konnte, nahm Kontakt mit Holger Wobker auf. Das Resultat war die 2002 erschienene Comeback-CD Autotunes.
2003 wurde das Album The Working Model (aus dem Jahr 1983) in einer überarbeiteten Version wiederveröffentlicht. Es enthält die Titel des Original-Albums und zusätzlich acht Bonustracks. 2004 folgte das Doppelalbum MAXI mit allen Maxi-Single-Veröffentlichungen (12″-Singles) der 1980er Jahre und einigen neuen Tracks. Das 1986er Album The Continental wurde 2005 ebenfalls wiederveröffentlicht mit vier Bonustracks.
Hayo Lewerentz verließ 2005 die Band, um sich mehr um sein Label Major Records zu kümmern. Die Band wurde um zwei neue Mitglieder erweitert, Hans Johm und Michael Maria Ziffels. Im November 2006 erschien das Album Dependance. Es blieb kommerziell hinter den Erwartungen zurück und floppte. Kurz danach gab es Streit um die zukünftige musikalische Richtung, der zur erneuten Trennung der Band führte.
Im Jahr 2009 ging Hayo Lewerentz mit der Band und Holger Wobker ins Tonstudio, um ein neues Album zu produzieren. Der Veröffentlichungstermin war lange nicht bekannt. Am 3. November 2017 erschien dann das Album Jewel mit neuem Sänger James Knights. James Knights trat erstmals 2016 im Video „Time after Midnight“ auf. Live konnte man Knights auf dem New Waves Day 2017 in Oberhausen am 13. Mai 2017 sehen, wo er laut Monkeypress gesanglich überzeugen konnte. 2018 kehrte Holger Wobker zurück in die Band. Hayo Lewerentz und Ingo Hauss verließen daraufhin Boytronic um sich wieder ihrem eigentlichen Projekt U96 zu widmen.
Im Dezember 2018 kündigte die Band, die jetzt aus Holger Wobker und James Knights besteht, für das Frühjahr 2019 ein neues Album an, The Robot Treatment.

## Diskografie

### Studioalben
- 1983: The Working Model
- 1985: The Continental
- 1988: Love for Sale
- 1992: The Heart and the Machine
- 2002: Autotunes
- 2003: The Working Model (Reverse)
- 2005: The Continental (Replace) (limitiert auf 1000 Stück; Veröffentlichung: 18. November)
- 2006: Dependence
- 2017: Jewel (Veröffentlichung: 3. November)
- 2019: The Robot Treatment

### Kompilationen
- 1991: Boyzclub Remixes
- 2004: Maxi (2 CDs)
- 2014: The Original Maxi-Singles Collection
- 2016: Best Of (10 AIFF-Files)
- 2019: Drama Compilation (18xFile, MP3, VBR)[5]

### Singles
- 1983: You
- 1984: Diamonds and Loving Arms
- 1984: Man in a Uniform
- 1985: Hold On
- 1985: Late Night Satellite
- 1986: Hurts
- 1987: I Will Survive
- 1988: Tears
- 1988: Don’t Let Me Down
- 1988: Love for Sale
- 1988: Bryllyant / You (Remixe)
- 1988: Turbo Dancer Mega Mix (12″ Promo)
- 1989: Trigger Track
- 1991: Hold On (Boyzclub Mix)
- 1992: Pictures of You
- 1992: My Baby Lost Her Way
- 1994: Send Me an Angel
- 1995: Blue Velvet
- 2002: Living Without You
- 2006: Little Italian Feeling (Promo)
- 2007: Unreleased EP (6 mp3-Files)
- 2017: The Universe (AAC-Single; Veröffentlichung: 13. Oktober)